# Geovetenskap

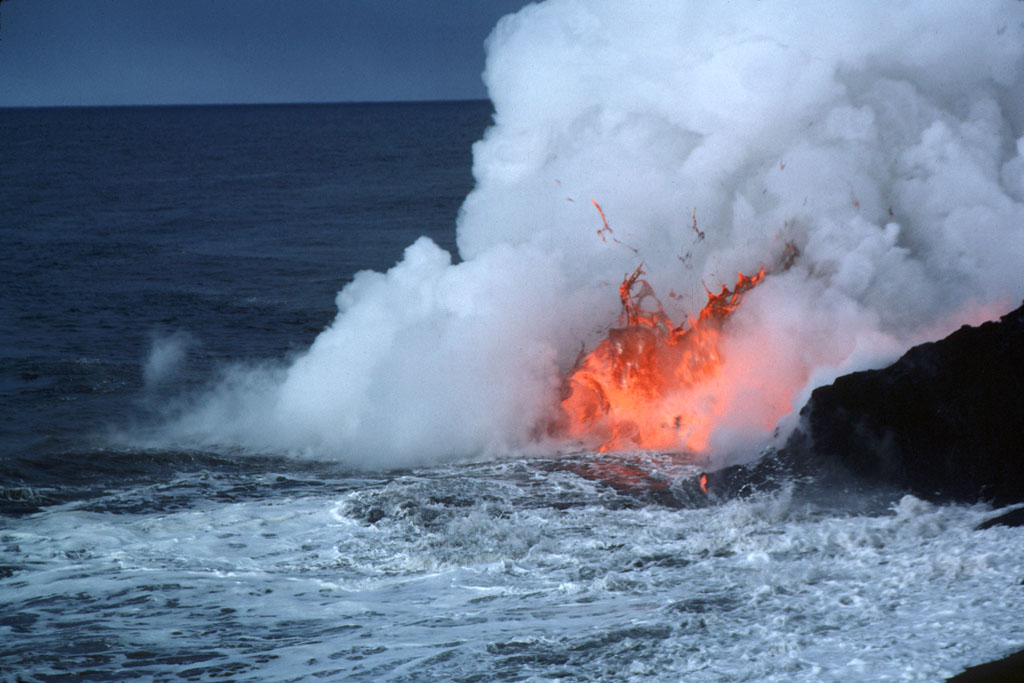
Kilaueavulkanen på Hawaii.

Geovetenskap omfattar de vetenskaper som studerar planeten jorden och dess historia. Atmosfären, biosfären, hydrosfären och geosfären (fasta jorden) utgör samverkande system som analyseras med fysikaliska, kemiska, biologiska och matematiska metoder. Dessa samverkande sfärer påverkas även av jordens plats i solsystemet samt av infallande asteroider, meteoriter och kometer. Geovetenskaperna tillhandahåller samhällsviktig kunskap om energi, råvaror, vattenresurser, väder, klimatets variationer över geologisk tid, naturkatastrofer samt om hur miljöproblem kan åtgärdas.

## Ämnesområden
Jordskorpan samt jordens inre
- Berggrundsgeologi
- Geodesi
- Geofysik
- Geokemi
- Naturgeografi
- Sedimentologi
- Geomorfologi
- Seismologi
- Stratigrafi
- Paleontologi
- Palynologi

Landformer och processer
- Geomorfologi
- Sedimentologi
- Kvartärgeologi
- Naturgeografi

Pedosfären
- Jordartsgeologi
- Pedologi
- Kvartärgeologi
- Geokemi
- Geofysik

Kryosfären
- Glaciologi

Hydrosfären
- Hydrologi
- Hydrogeologi
- Limnologi
- Oceanografi
- Maringeologi

Biosfären
- Medicinsk geologi
- Paleontologi
- Palynologi

Atmosfären
- Meteorologi
- Klimatologi
- Paleoklimatologi

Teknik
- Geoteknik
- Flygbildstolkning
- Fjärranalys
- Geostatistik
- GIS
- Kartografi